# Texas Wildcatters
Die Texas Wildcatters waren ein US-amerikanisches Eishockeyfranchise aus Beaumont, Texas. Die Spielstätte der Wildcatters war die Ford Arena.

## Geschichte
Das Franchise wurde im Sommer 2003 gegründet und nahm seinen Spielbetrieb in der ECHL auf. Cheftrainer wurde Robert Dirk, der in seiner aktiven Karriere in der NHL gespielt hatte. Die Wildcatters spielten eine enttäuschende erste Saison: Mit nur 50 Punkten platzierten sie sich abgeschlagen auf dem letzten Rang der Central Division. In der darauffolgenden Spielzeit unterboten die Wildcatters diese Leistungen und konnten nur 45 Punkte verbuchen. Das Team setzte die Spielzeit 2005/06 aus und nahm ein Jahr später wieder an der ECHL teil. Die Leistungen der Wildcatters verbesserten sich enorm, mit 91 Punkten in der regulären Spielzeit schloss man die Saison auf dem zweiten Rang der Southern Division ab und schaffte erstmals den Einzug in die Play-offs. In der zweiten Runde der Play-offs wurden die Gwinnett Gladiators in vier Spielen besiegt. Die dritte Runde verlief ausgeglichen, in sechs Partien unterlagen die Wildcatters jedoch den Florida Everblades. In der Spielzeit 2007/08 gelang es den Wildcatters während der regulären Saison noch einmal, ihre Punktausbeute zu steigern. Mit 115 Punkten gewannen die Texaner erstmals die Southern Division und errangen ligaweit zusammen mit den Cincinnati Cyclones die meisten Punkte. In der ersten Play-off-Runde wurden die Mississippi Sea Wolves in vier Partien besiegt, jedoch unterlagen die Texaner in der zweiten Runde knapp den Columbia Inferno in fünf Spielen. Darauf wurde das Franchise aufgelöst und nach Ontario, Kalifornien verlegt, wo ein neues Franchise unter dem Namen Ontario Reign gegründet wurde.

## Team-Rekorde

### Karriererekorde
Spiele: 143  John Snowden
Tore: 65  Kevin Baker
Assists: 72  Kevin Baker
Punkte: 137  Kevin Baker
Strafminuten: 304  Ashlee Langdone

## Bekannte Spieler
- Rob Globke
- Danny Taylor
- Paul Albers
- Scott Champagne
- Matthew Yeats
- Daniel Sparre
- Alex Leavitt
- John Snowden
- Ben Thomson
- Kevin Baker